# Ranxeria Sherwood Valley
La Ranxeria Sherwood Valley d'indis pomo de Califòrnia és una tribu reconeguda federalment d'amerindis pomo de Califòrnia.
La reserva de la tribu, la ranxeria Sherwood Valley, es troba al comtat de Mendocino (Califòrnia), vora Willits, a l'Autopista 101. Té una superfície de 356 acres (1,44 km²). Les terres de la reserva són anomenades la vella i la nova ranxeria.

## Història
La ranxeria Sherwood Valley és una comunitat de pomo de la costa, que són autòctons de Sonoma i Mendocino al nord de Califòrnia. La seva comunitat històrica va ser anomenada Pomo Kulá Kai, i tradicionalment van viure al llarg del curs superior del riu Eel. Parlaven llengües pomo. L'últim cap tradicional dels Pomo Kulá Kai fou Lunkaya.
Els russos van ser els primers no-indis amb qui els pomo van mantenir contacte Es van retirar quan foren reemplaçats per un nombre creixent d'europeus-americans que van arribar al territori pomo a establir granges o a extreure or a mitjans del segle xix. Els no-indígenes superaren ràpidament els indis i causaren estralls en les seves comunitats. Es va establir un sistema de ranxeries o petites reserves pel govern dels Estats Units per a les tribus californianes desplaçades, incloent els de la ranxeria de la vall de Sherwood .

## Avui
La ranxeria Sherwood Valley d'indis pomo té uns 450 membres registrats dels quals 179 viuen a la reserva. la tribu posseeix el Casino Sherwood Valley Rancheria i el Creekside Cafe, abans conegut com a Casino Black Bart, a Willits amb terra comprada per la tribu en 1987.